# ناحیه پیئکسمکی
ناحیه پیئکْسَمَکی یکی از زیرمجموعه‌های ساوونیای جنوبی و یکی از ناحیه‌ها در فنلاند از سال ۲۰۰۹ است.

## شهرداری‌ها
| نشان ملی           | شهرداری        |
| ------------------ | -------------- |
| Juvan vaakuna      | ووا (شهرداری)  |
| Pieksämäen vaakuna | پیئکسمکی (شهر) |